# Sony Xperia Z3 Tablet Compact
Sony Xperia Z3 Tablet Compact (модельні номери — SGP621, SGP641) — це водонепроникний і пилонепроникний компактний планшет на Android, виготовлений і розроблений Sony Mobile. Він був представлений під час прес-конференції на виставці IFA 2014, 3 вересня 2014 року разом з Xperia Z3 і Xperia Z3 Compact. Це перший у виробника планшет на 8 дюймів (203,2 мм). Планшет став переможцем премії Reddot Award 2015 за дизайн продукту.
Ключовою особливістю планшета є компактний дисплей діагоналлю 8,0 дюймів (203,2 мм) з щільністю 283 ppi. Він також має IP-рейтинг IP65 і IP68.

## Характеристики планшета

### Апаратне забезпечення
Дизайн планшета, взято не з минулих планшетів Z2 Tablet, а прямо взято зі смартфонів Z3, адаптованої під 8-дюймовий екран. Тепер він не альбомної орієнтації, а книжкової. Планшет важить 270 г і має розміри 123,6 мм на 213,4 мм на 6,4 мм, що робить його найлегшим планшетом в серії.
Ємнісний Sony Triluminos (Full HD) TFT LCD-дисплей пристрою має діагональ 8 дюйма з роздільною здатністю WUXGA 1920 на 1200 пікселів з щільністю пікселів 283 ppi. 
Всередині він оснащений чотириядерним процесором 2,5 ГГц Krait 400 який входить в SoC Qualcomm Snapdragon 801 і графічним процесором Adreno 330 на додаток до незмінного акумулятора ємністю 4500 мА·г, 3 ГБ оперативної пам’яті, 16 ГБ внутрішньої пам’яті з підтримкою карт пам'яті microSD, microSDHC, microSDXC до 128 ГБ. Задня камера планшета має 8,1 мегапікселя з сенсором Exmor RS і можливістю запису відео Full HD, а передня камера має 2,2 мегапікселя і здатна записувати відео 1080p.
Xperia Z3 Tablet Compact підтримує NFC, який можна використовувати з Xperia SmartTags,, аксесуарами з підтримкою NFC, такими як динаміки, або для фінансових транзакцій, за допомогою відповідних програм із Google Play. Він також захищений від проникнення за стандартом IP55/58, що забезпечує пило захищеність і роботу в прісній воді на глибині до 1,5 м протягом 30 хвилин. З решти інтерфейсів планшет має Bluetooth 4.0, сертифікований DLNA, підтримує MHL 3.0, FM-радіо, а також LTE. Пристрій також має вбудовану підтримку ANT+™ для спорту, фітнесу та здоров’я.

### Програмне забезпечення
Xperia Z3 Tablet Compact постачався з Android 4.4.4 «KitKat» зі спеціальним інтерфейсом і програмним забезпеченням Sony. Нові доповнення до програмного забезпечення Z3 включають додаток Lifelog, Sony Select і підтримку Remote Play на ігровій консолі PlayStation 4.

## Критика
У огляді Engadget планшет отримав 74 бали зі 100, його похвалили за дисплей і корпус, але критикували за ціну та камеру.